# Sysprep
Sysprep — утилита системной подготовки Microsoft Windows к развертыванию.
Sysprep первоначально был представлен для использования с Windows NT 4.0. Более поздние версии для Windows 2000 и Windows XP доступны для загрузки с веб-сайта Microsoft и включены в поставку Windows CD. Windows Vista включает в себя hardware abstraction layer (HAL) — независимую версию Sysprep.
Развертывание настольных систем обычно осуществляется через утилиты клонирования дисков. Sysprep может быть использован для подготовки операционной системы для клонирования диска и распаковки из образа диска.
Sysprep решает эти проблемы генерацией новых имен для компьютеров, уникальных SID, базами данных дополнительных драйверов во время запуска процесса Sysprep.
Администраторы могут использовать инструменты, такие, как SetupMgr.exe (Windows XP) или System Image Manager (Windows Vista), для того, чтобы генерировать файлы ответов, которые обрабатываются процессом Sysprep при развертывании систем Windows.
Использование программы Sysprep предоставляет следующие преимущества:
- Удаление из Windows системных данных. Программа Sysprep может удалить все сведения, относящиеся к операционной системе, из установленного образа Windows, включая идентификатор безопасности компьютера (SID). Затем установку Windows можно записать в образ и установить по всей организации.
- Настройка Windows для загрузки в режиме аудита. Режим аудита позволяет устанавливать приложения сторонних лиц и драйверы устройств, а также проверять работоспособность компьютера.
- Настройка загрузки экрана приветствия Windows. Программа Sysprep настраивает установку Windows на загрузку с экраном приветствия при следующем запуске компьютера. Как правило, систему следует настраивать на загрузку с экраном приветствия перед поставкой компьютера заказчику.
- Сброс активации Windows. Программа Sysprep может сбрасывать активацию Windows до трёх раз.